# Свети Георги (Орел)
Вижте пояснителната страница за други значения на Свети Георги.
„Свети Великомъченик Георги“ (на македонска литературна норма: „Свети Великомаченик Ѓорѓи“) е възрожденска православна църква в светиниколското село Орел, източната част на Северна Македония. Част е от Брегалнишката епархия на Македонската православна църква – Охридска архиепископия.
Църквата е разположена в северната част на салото. Датира от XIX век и не е изписана. Иконите са дело на кратовски зограф.